# Telescópio Isaac Newton

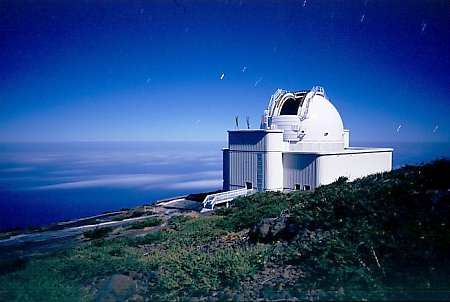
A cúpula INT ao luar

O Telescópio Isaac Newton (em inglês: Newton telescópio Isaac ou INT) é óptico telescópio de 2,54 m parte do Grupo de Telescópios Isaac Newton em Observatório Roque de los Muchachos em La Palma nas Ilhas Canárias desde 1984.
Originalmente, o INT estava situado no Castelo de Herstmonceux em Sussex, Inglaterra, que foi o local do Observatório Real de Greenwich depois que ele se mudou de Greenwich devido à poluição luminosa. Foi inaugurado em 1967 pela Rainha Elizabeth II.
Herstmonceux sofreu com o mau tempo, e o advento das viagens aéreas em massa tornou plausível para os astrônomos do Reino Unido administrar um observatório no exterior. Em 1979, o INT foi enviado para La Palma, onde permaneceu desde então. Ele viu sua segunda primeira luz em 1984, com uma câmera de vídeo. Uma grande mudança foi que o espelho agora era feito do novo tipo de vidro Zerodur, em comparação com o vidro Pyrex do antigo espelho.
Hoje, é usado principalmente com a Wide Field Camera (WFC), um instrumento de quatro CCD com um campo de visão de 0,56 × 0,56 graus quadrados que foi comissionado em 1997. O outro instrumento principal disponível no INT é o Espectrógrafo de Dispersão Intermediária ( IDS), recentemente reintroduzido tendo estado indisponível por um período de vários anos.
O antigo local do INT é agora o Observatório do Centro de Ciência em Herstmonceux, e é conhecido por sua cúpula de cobre esverdeada e várias atividades científicas e astronômicas.